# Jaroslav Kolman Cassius
Jaroslav Kolman Cassius, vlastním jménem Jaroslav Kolman, (30. prosince 1883 Hlušice u Nového Bydžova – 4. června 1951 Praha), byl český básník, prozaik a novinář.

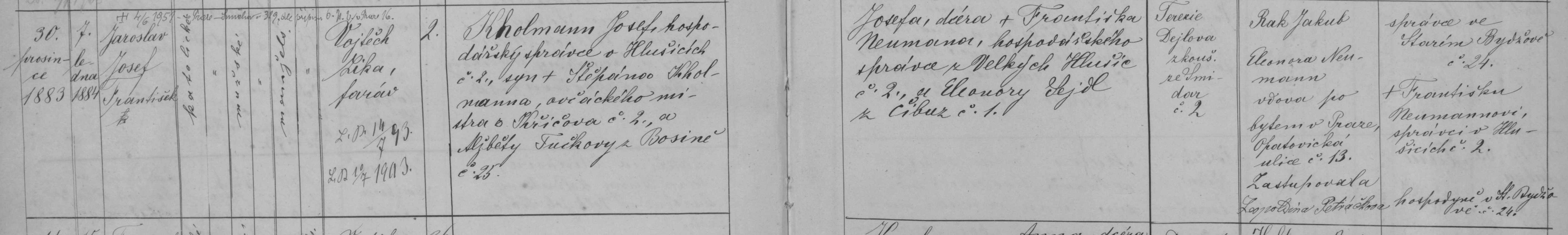
Jaroslav Kolman Cassius, záznam o narození a křtu

## Život
Jaroslav Kolman Cassius se narodil jako Jaroslav Kholmann, syn hospodářského správce v Hlušicích Josefa Kholmanna a jeho manželky Josefy, rozené Neumanové. Pocházel ze čtyř dětí, jeho bratr JUDr. Karel Kolman (1878–1948) byl právník, dramatik a překladatel. Po ročním pobytu v Kostelci nad Černými lesy se rodina usídlila od roku 1891 v Praze. Jaroslav Kolman maturoval na reálce v Ječné ulici v roce 1902 a poté nastoupil jednoroční vojenskou službu. Od roku 1903 přispíval do tisku, v letech 1905–1911 studoval stavební inženýrství, potom pracoval v redakci Hlasu národa.
V roce 1914 byl povolán do armády, na srbské frontě byl zraněn a v roce 1915 se do Prahy vrátil jako invalida.
Oženil se s překladatelkou z ruštiny Josefou (Jožkou) Červinkovou (rozenou Havlíkovou, 1886–1968)
Pracoval v různých redakcích (viz Literární dílo - Novinář), naposledy v letech 1938–1940 v ČTK. Od září 1940 byl na zdravotní dovolené a od počátku roku 1943 v invalidním důchodu.
Poslední bydliště měl v Praze-Smíchově č. 319 (dnes Štefánikova ulice), kde také zemřel. Jeho osobní archiv je uložen v Památníku národního písemnictví. Je pohřben na pražském hřbitově Na Malvazinkách.

## Literární dílo

### Pseudonymy
Původní příjmení Kholmann pozměnil na Kolman. Pseudonym Cassius, který začal užívat od roku 1920 se stal trvalým přídomkem jeho literárního jména. Zvolil ho podle římského politika Gaia Cassia Longina, který proslul opozicí vůči Caesarovi a podílel se na jeho zavraždění.
Pro básně v Českém slově používal pseudonym Klára Šliková, novinářské příspěvky podepisoval šiframi "C.", "-ius", "-us".

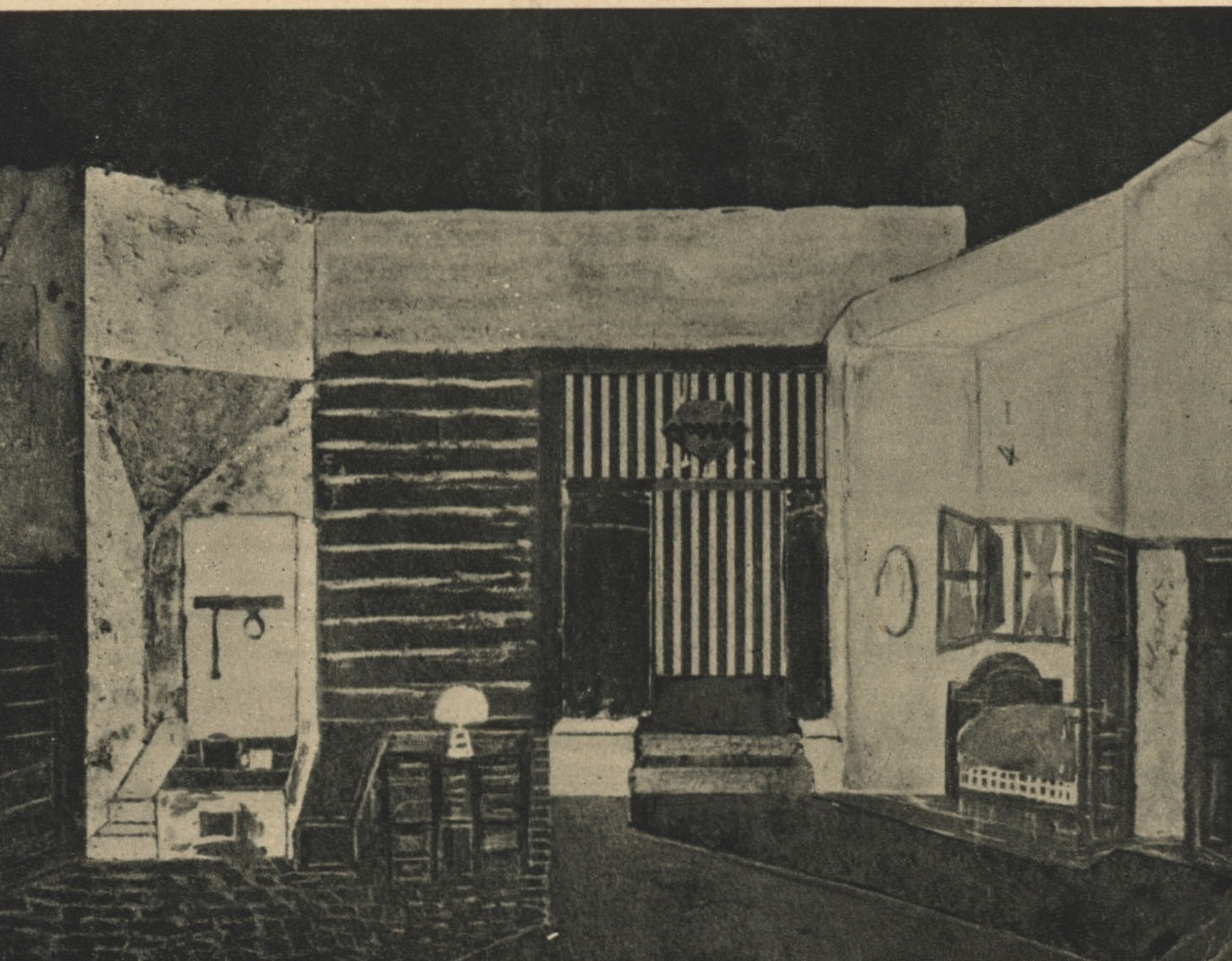
Návrh scény ke hře "Jak nás poznamenala" (arch. V. Hofman), 1926

### Dvě etapy díla
Dílo Jaroslava Kolmana Cassia tvoří dvě rozdílné etapy:
- Do roku 1935

Charakteristické je užití různých literárních forem a kritika národního charakteru (nedůslednost, sebeklam) i poválečných poměrů v Československu (korupce, chování politických stran). V této etapě je Kolman Cassius blízký Viktoru Dykovi.
- Stárnutí a stáří

Autorovo stárnutí se projevovalo ve verších o lásce k mladé ženě a o návratech do domova, který je již opuštěn. Také reagoval na rozpad a zánik Československa v letech 1938–1939. Rozvíjel formální stránku svých básní a blížil se tak poezii Josefa Hory a Vladimíra Holana.

### Novinář
- 1903: První příspěvek otiskl v deníku Čas 22. 3. 1903. Obhajoval v něm Jaroslava Vrchlického a vystoupil proti prohlášení členů spolku Máj.[3][9]
- 1911–1914 (do odchodu na frontu): Redaktor Hlasu národa (deník, orgán staročeské strany)
- 1916–1924: Byl redaktorem kulturní a divadelní rubriky Venkova a jako jeho redaktor byl v roce 1917 přijat za člena Spolku českých žurnalistů.[10]
- 1924–1928: Pracoval jako redaktorem Lidových novin, kde psal fejetony, divadelní kritiky a soudničky.
- 1929–1930: Psal a vydával vlastním nákladem měsíčník Aréna, Cassiovy noviny. V celkem deseti číslech komentoval současný veřejný život a kritizoval oligarchizaci politické moci.
- 1930–1935: Poté, co podnikatelsky neuspěl s časopisem Aréna, stal se redaktorem pravicového Poledního listu.
- 1931–1937: Byl redaktorem časopisu Dílo, který patřil Jednotě umělců výtvarných.[3]
- 1938 (duben) – 1940 (1. září): Pracoval jako redaktor ČTK, po odchodu ze zdravotních důvodů již zaměstnán nebyl.

Přispíval i do dalších časopisů a deníků jako Květy, Přítomnost atd.

### Poezie
(pouze první vydání)
- Praha a jiné verše (vydal Fond Julia Zeyera při České akademii, Praha, 1917) [12]
- Cassiova bajka o oslech pro inteligenty (il. Josef Lada, vydáno vlastním nákladem, Praha, 1920)
- Nové děvče (balady a romance, nákladem vlastním, Praha, 1935)
- Lyrická dramata (vydal František Borový, Praha, 1937)
- Ovčín (vydal František Borový, Praha, 1937) [13]
- Železná košile (il. Jan Konůpek, vydal Josef Portman, Litomyšl, a František Borový, Praha, 1938) [14]
- Hromnice hoří (vydal František Borový, Praha, 1939) [15]
- Prsten (vydal František Borový, Praha, 1941) [16]
- Balady (vydal František Borový, Praha, 1943) [17]
- Elegie (vydal František Borový, Praha, 1944)
- Koně v noci (vydal František Borový, Praha, 1945) [18]
- Tři o rodné zemi (spolu s básněmi Karla Tomana a Rudolfa Krupičky, vydal M. Popel, Praha, 1945
- Balada z Českého ráje (lepty a kresbami doprovodil a knihu upravil sochař Jiří Jaška, vydal Klub bibliofilů, Praha, 1946)
- Nůž na stole (vydal František Borový, Praha, 1947) Zobrazení exemplářů s možností jejich objednání [19]
- Básně (Výbor z díla; uspořádal, k vydání připr. a doslov naps. Bohumil Novák, vydal Československý spisovatel, Praha, 1958)
- Stesk stráže (k vydání připravil, doslov a ediční poznámku napsal Miroslav Červenka, vydala Mladá fronta, Praha, 1995)

### Próza
(pouze první vydání)
- Cassiovy listy (vydal František Topič, Praha, 1921) [20]
- Chameleon Bengár a jiné satiry (vydaly Čsl. podniky tisk. a vydav., Praha, 1922)
- Povídky pro Faiéky Vydal František Borový, Praha, 1923) [21]
- Jednou nohou v kriminále (osobnosti, situace a dramata u pražského trestního soudu, Cassiova edice, Praha, 1927)
- Antikrist v Římě (Cassiova edice, Praha, 1929) [22]
- Réva v záři měsíce (Cassiova edice, Praha, 1934)
- Vrabec v hrsti (veselá kniha o kumštech a pakumštech s obrazy starých i nových malířů, v úpravě grafika A. Chvály, vydala Jednota umělců výtvarných, Praha, 1934)
- Jakub Obrovský (život a dílo, obrazovou část sestavili Jan Čumpelík a Jaroslav Malínský, vydala Jednota umělců výtvarných, Praha, 1935)

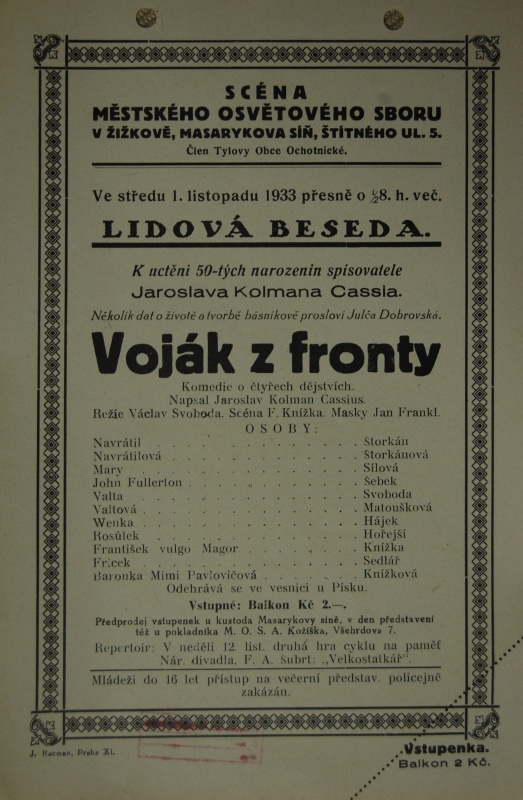
Plakát, amatér. představení "Voják z fronty"

### Divadlo
- Jak nás poznamenala (komedie o třech dějstvích a epilogu, knižně Lidová knihovna Aventinum (O. Štorch-Marien), Praha, 1926; na jevišti Národní divadlo 1926, hráno celkem devětkrát[23]; ochotnicky Plzeň 1928 a Pelhřimov 1929[24])
- Voják z fronty (komedie o čtyřech dějstvích, knižně Cassiova edice, Praha, 1934, provedeno ochotnicky Praha-Žižkov 1933[24])

## Zajímavost
Rozporné názory současníků na dílo Jaroslava Kolmana Cassia lze ilustrovat na soudobém hodnocení jeho divadelní hry Jak nás poznamenala:
Pod značkou "B." posuzoval Eduard Bass v Lidových novinách premiéru, uvedenou v Národním divadle v prosinci 1926. Jeho kritika nalezla slabá místa již v samotném textu hry, dále Bass odsoudil její provedení.
Naopak Karel Engelmüller v Národní politice hodnotil hru, až na malé výjimky, velmi kladně a některé scény označil za "nezapomenutelné".